# Segunda División 2015/16 (Uruguay)
Het seizoen 2015/2016 van de Segunda División was het 74e seizoen van deze Uruguayaanse voetbalcompetitie op het tweede niveau. De competitie begon op 24 oktober 2015 en eindigde op 11 juni 2016.

## Teams
Er namen vijftien ploegen deel aan de Segunda División tijdens het seizoen 2015/2016. Drie ploegen waren vorig seizoen vanuit de Primera División gedegradeerd (CA Atenas, Tacuarembó FC en Rampla Juniors FC), elf ploegen wisten zich vorig seizoen te handhaven op dit niveau en Club Oriental de Football promoveerde vanuit de Segunda División Amateur.
Zij kwamen in de plaats voor de gepromoveerde Liverpool FC (kampioen), Club Plaza Colonia de Deportes (tweede) en CA Villa Teresa (winnaar play-offs). CS Cerrito degradeerde vorig seizoen naar het derde niveau.
| Club                      | Stad       | Stadion                                                      | Capaciteit                     | Vorig seizoen |
| ------------------------- | ---------- | ------------------------------------------------------------ | ------------------------------ | ------------- |
| CA Atenas                 | San Carlos | Estadio Atenas                                               | 6.000                          | 12e (1ª)      |
| CA Boston River           | Montevideo | Estadio Municipal Casto Martínez Laguarda (San José de Mayo) | 3.800                          | 4e            |
| Canadian SC               | Montevideo | Estadio Parque Abraham Paladino                              | 5.400                          | 5e            |
| Central Español FC        | Montevideo | Estadio Parque Palermo                                       | 6.500                          | 6e            |
| Cerro Largo FC            | Melo       | Estadio Arquitecto Antonio Eleuterio Ubilla                  | 9.000                          | 11e           |
| Club Deportivo Maldonado  | Maldonado  | Estadio Domingo Burgueño                                     | 23.000                         | 12e           |
| Huracán FC                | Montevideo | Estadio Atilio Paiva Olivera (Rivera)                        | 27.135                         | 8e            |
| CS Miramar Misiones       | Montevideo | Estadio Parque Luis Méndez Piana                             | 6.500                          | 9e            |
| Club Oriental de Football | La Paz     | Estadio Martínez Monegal (Canelones)                         | 6.000                          | 1e (2ªA)      |
| CA Progreso               | Montevideo | Estadio Parque Abraham Paladino                              | 5.400                          | 13e           |
| Rampla Juniors FC         | Montevideo | Estadio Olímpico de Montevideo                               | 6.000                          | 16e (1ª)      |
| Rocha FC                  | Rocha      | Estadio Municipal Doctor Mario Sobrero                       | 10.000                         | 14e           |
| Tacuarembó FC             | Tacuarembó | Estadio Ingeniero Raúl Saturnino Goyenola                    | 8.000                          | 15e (1ª)      |
| CA Torque                 | Montevideo | Estadio Luis Tróccoli                                        | 25.000                         | 10e           |
| CSD Villa Española        | Montevideo | Estadio José Nasazzi Estadio Obdulio Varela                  | 5.002 (Nasazzi) 8.000 (Varela) | 7e            |

## Eerste fase
De eerste fase (primera rueda) werd gespeeld van 24 oktober tot en met 5 december 2015. De ploegen werden verdeeld in twee groepen (acht ploegen in Groep A en zeven ploegen in Groep B) en speelden eenmaal tegen elkaar. De groepswinnaars speelden vervolgens tegen elkaar in de finale (indien er twee ploegen gelijk eindigden met de meeste punten, dan zouden ze een beslissingswedstrijd spelen). De winnaar van de finale kwalificeerde zich voor barragewedstrijden (desempate) aan het einde van het seizoen, waarin werd gestreden om promotie naar de Primera División.
Rampla Juniors FC won de eerste fase door Cerro Largo FC in de finale te verslaan.

### Groep A
|    | Club                      | Sp. | W | G | V | Pnt. | DV | DT | DS  |
| -- | ------------------------- | --- | - | - | - | ---- | -- | -- | --- |
| 1. | Cerro Largo FC            | 7   | 5 | 2 | 0 | 17   | 19 | 10 | +9  |
| 2. | Club Oriental de Football | 7   | 5 | 0 | 2 | 15   | 16 | 8  | +8  |
| 3. | CA Boston River           | 7   | 5 | 0 | 2 | 15   | 15 | 7  | +8  |
| 4. | Canadian SC               | 7   | 3 | 1 | 3 | 10   | 9  | 8  | +1  |
| 5. | CA Torque                 | 7   | 2 | 1 | 4 | 7    | 13 | 14 | –1  |
| 6. | CA Atenas                 | 7   | 2 | 0 | 5 | 6    | 9  | 14 | –5  |
| 7. | Rocha FC                  | 7   | 2 | 0 | 5 | 6    | 8  | 17 | –9  |
| 8. | CA Progreso               | 7   | 1 | 2 | 4 | 5    | 4  | 15 | –11 |

### Groep B
|    | Club                     | Sp. | W | G | V | Pnt. | DV | DT | DS |
| -- | ------------------------ | --- | - | - | - | ---- | -- | -- | -- |
| 1. | Rampla Juniors FC        | 6   | 4 | 1 | 1 | 13   | 14 | 5  | +9 |
| 2. | CS Miramar Misiones      | 6   | 4 | 1 | 1 | 13   | 8  | 2  | +6 |
| 3. | CSD Villa Española       | 6   | 3 | 3 | 0 | 12   | 7  | 4  | +3 |
| 4. | Club Deportivo Maldonado | 6   | 3 | 0 | 3 | 9    | 7  | 10 | –3 |
| 5. | Huracán FC               | 6   | 2 | 0 | 4 | 6    | 5  | 8  | –3 |
| 6. | Tacuarembó FC            | 6   | 1 | 1 | 4 | 4    | 3  | 10 | –7 |
| 7. | Central Español FC       | 6   | 1 | 0 | 5 | 3    | 4  | 9  | –5 |

#### Beslissingswedstrijd
|                                   |                     |               |                                  |                                                                            |
| 8 december 2015 16:30 uur (UTC−3) | CS Miramar Misiones | 0 – 3         | Rampla Juniors FC                | Estadio José Nasazzi, Montevideo Scheidsrechter: Héctor Martínez (Uruguay) |
| 8 december 2015 16:30 uur (UTC−3) |                     | Verslag (AUF) | 38' Rigoleto 71' Leites 80' Sena | Estadio José Nasazzi, Montevideo Scheidsrechter: Héctor Martínez (Uruguay) |

### Legenda
| Kleur | Kwalificatie voor                            |
| ----- | -------------------------------------------- |
|       | Finale Eerste fase                           |
|       | Beslissingswedstrijd voor Finale Eerste fase |

### Finale Eerste fase
|                                    |                     |               |                         |                                                                                            |
| 12 december 2015 20:00 uur (UTC−3) | Cerro Largo FC      | 2 - 2         | Rampla Juniors FC       | Estadio Arquitecto Antonio Eleuterio Ubilla, Melo Scheidsrechter: Gustavo Tejera (Uruguay) |
| 12 december 2015 20:00 uur (UTC−3) | Otegui 3' Álvez 84' | Verslag (AUF) | 68' Oliveira 70' Serrón | Estadio Arquitecto Antonio Eleuterio Ubilla, Melo Scheidsrechter: Gustavo Tejera (Uruguay) |

|                                    |                                                      |               |                                     |                                                                                       |
| 19 december 2015 16:30 uur (UTC−3) | Rampla Juniors FC                                    | 5 - 4 n.v.    | Cerro Largo FC                      | Estadio Olímpico de Montevideo, Montevideo Scheidsrechter: Esteban Ostojich (Uruguay) |
| 19 december 2015 16:30 uur (UTC−3) | Sena 25', 81' Leites 79' Pereira 90+2' Oliveira 101' | Verslag (AUF) | 9', 22', 36' Silvera 28' Dos Santos | Estadio Olímpico de Montevideo, Montevideo Scheidsrechter: Esteban Ostojich (Uruguay) |

 Rampla Juniors FC wint na verlenging met 7-6 over twee wedstrijden en plaatst zich voor de barragewedstrijden.

## Tweede fase
De tweede fase (segunda rueda) werd gespeeld van 5 maart tot en met 11 juni 2016. Alle ploegen speelden eenmaal tegen elkaar. In de tweede fase was geen kwalificatie of promotie te verdienen, maar de resultaten telden mee voor het totaalklassement, waarin dit wel op het spel stond.
Rampla Juniors FC behaalde in de tweede fase het beste resultaat (31 punten), gevolgd door CSD Villa Española en CA Boston River.

### Eindstand Tweede fase
|     | Club                      | Sp. | W  | G | V | Pnt. | DV | DT | DS  |
| --- | ------------------------- | --- | -- | - | - | ---- | -- | -- | --- |
| 1.  | Rampla Juniors FC         | 14  | 10 | 1 | 3 | 31   | 22 | 14 | +8  |
| 2.  | CSD Villa Española        | 14  | 9  | 2 | 3 | 29   | 23 | 14 | +9  |
| 3.  | CA Boston River           | 14  | 8  | 2 | 4 | 26   | 21 | 13 | +8  |
| 4.  | CA Torque                 | 14  | 6  | 5 | 3 | 23   | 26 | 20 | +6  |
| 5.  | CA Progreso               | 14  | 7  | 2 | 5 | 23   | 21 | 16 | +5  |
| 6.  | CA Atenas                 | 14  | 6  | 4 | 4 | 22   | 25 | 19 | +6  |
| 7.  | CS Miramar Misiones       | 14  | 4  | 7 | 3 | 19   | 18 | 17 | +1  |
| 8.  | Tacuarembó FC             | 14  | 5  | 2 | 7 | 17   | 22 | 23 | –1  |
| 9.  | Cerro Largo FC            | 14  | 5  | 2 | 7 | 17   | 16 | 18 | –2  |
| 10. | Central Español FC        | 14  | 5  | 2 | 7 | 17   | 17 | 20 | –3  |
| 11. | Rocha FC                  | 14  | 4  | 5 | 5 | 17   | 12 | 15 | –3  |
| 12. | Club Deportivo Maldonado  | 14  | 4  | 2 | 8 | 14   | 12 | 19 | –7  |
| 13. | Club Oriental de Football | 14  | 4  | 2 | 8 | 14   | 12 | 20 | –8  |
| 14. | Huracán FC                | 14  | 4  | 1 | 9 | 13   | 10 | 23 | –13 |
| 15. | Canadian SC               | 14  | 3  | 3 | 8 | 12   | 16 | 23 | –7  |

## Totaalstand
De totaalstand werd bepaald door optelling van de resultaten in de Eerste fase en de Tweede fase. Omdat niet alle ploegen evenveel wedstrijden hadden gespeeld, werd het aantal behaalde punten gedeeld door het aantal gespeelde wedstrijden. De twee ploegen met het beste gemiddelde promoveerden naar de Primera División. De nummer drie kwalificeerde zich voor barragewedstrijden (desempate), waarin werd gestreden om promotie naar de Primera División.
Rampla Juniors FC werd kampioen en promoveerde na een jaar afwezigheid weer naar het hoogste niveau. De tweede plek was voor CSD Villa Española, dat voor het eerst sinds 2008 weer aantrad in de Primera División. CA Boston River werd derde, maar omdat de winnaar van de Eerste fase (Rampla Juniors) in de top-twee was geëindigd promoveerden zij automatisch. Het was voor het eerst dat Boston River naar het hoogste niveau promoveerde.

### Totaalstand
|     | Club                      | Sp. | W  | G | V  | Pnt. | Gem.  | DV | DT | DS  |
| --- | ------------------------- | --- | -- | - | -- | ---- | ----- | -- | -- | --- |
| 1.  | Rampla Juniors FC         | 20  | 14 | 2 | 4  | 44   | 2,200 | 36 | 19 | +17 |
| 2.  | CSD Villa Española        | 20  | 12 | 5 | 3  | 41   | 2,050 | 30 | 18 | +12 |
| 3.  | CA Boston River           | 21  | 13 | 2 | 6  | 41   | 1,952 | 36 | 20 | +16 |
| 4.  | Cerro Largo FC            | 21  | 10 | 4 | 7  | 34   | 1,619 | 35 | 28 | +7  |
| 5.  | CS Miramar Misiones       | 20  | 8  | 8 | 4  | 32   | 1,600 | 26 | 19 | +7  |
| 6.  | CA Torque                 | 21  | 8  | 6 | 7  | 30   | 1,429 | 39 | 34 | +5  |
| 7.  | Club Oriental de Football | 21  | 9  | 2 | 10 | 29   | 1,381 | 28 | 28 | 0   |
| 8.  | CA Atenas                 | 21  | 8  | 4 | 9  | 28   | 1,333 | 34 | 33 | +1  |
| 9.  | CA Progreso               | 21  | 8  | 4 | 9  | 28   | 1,333 | 25 | 31 | –6  |
| 10. | Club Deportivo Maldonado  | 20  | 7  | 2 | 11 | 23   | 1,150 | 19 | 28 | –9  |
| 11. | Rocha FC                  | 21  | 6  | 5 | 10 | 23   | 1,095 | 20 | 32 | –12 |
| 12. | Tacuarembó FC             | 20  | 6  | 3 | 11 | 21   | 1,050 | 25 | 33 | –8  |
| 13. | Canadian SC               | 21  | 6  | 4 | 11 | 22   | 1,048 | 25 | 31 | –6  |
| 14. | Central Español FC        | 20  | 6  | 2 | 12 | 20   | 1,000 | 21 | 29 | –8  |
| 15. | Huracán FC                | 20  | 6  | 1 | 13 | 19   | 0,950 | 15 | 31 | –16 |

### Legenda
| Kleur | Kwalificatie voor                                       |
| ----- | ------------------------------------------------------- |
|       | Promotie naar de Primera División                       |
|       | Promotie naar de Primera División na wegvallen barrages |

## Barragewedstrijden om promotie
De barragewedstrijden om promotie naar de Primera División zouden gespeeld worden tussen de winnaar van de eerste fase (Rampla Juniors) en de nummer drie in de totaalstand (Boston River). Omdat Rampla Juniors als nummer één in de totaalstand echter al zeker was van directe promotie, werden de barragewedstrijden geschrapt en promoveerde Boston River automatisch.

## Topscorers
Jonathan Charquero van  CA Torque werd topscorer met veertien doelpunten.
| №  | Speler              | Club            | Goals |
| -- | ------------------- | --------------- | ----- |
| 1. | Jonathan Charquero  | CA Torque       | 14    |
| 3. | Jonathan Dos Santos | Cerro Largo FC  | 11    |
| 3. | Federico Rodríguez  | CA Boston River | 11    |
| 3. | Maximiliano Segales | CA Atenas       | 11    |
| 5. | Enzo Herrera        | Canadian SC     | 10    |

## Degradatie
Één ploeg degradeerde naar de Segunda División Amateur; dit was de ploeg die over de laatste twee seizoenen het minste punten had verzameld in de competitie (regulier seizoen). Het aantal behaalde punten werd gedeeld door het aantal gespeelde duels, aangezien niet alle ploegen even veel wedstrijden hadden gespeeld.
|     | Club                      | Sp. | 14/15 | 15/16 | Tot. | Gem.  |
| --- | ------------------------- | --- | ----- | ----- | ---- | ----- |
| 1.  | Rampla Juniors FC         | 20  | (1ª)  | 44    | 44   | 2,200 |
| 2.  | CA Boston River           | 49  | 44    | 41    | 85   | 1,734 |
| 3.  | CSD Villa Española        | 48  | 42    | 41    | 83   | 1,729 |
| 4.  | CS Miramar Misiones       | 48  | 37    | 32    | 69   | 1,437 |
| 5.  | Club Oriental de Football | 21  | (2ªA) | 29    | 29   | 1,380 |
| 6.  | Cerro Largo FC            | 49  | 32    | 34    | 66   | 1,346 |
| 7.  | CA Atenas                 | 21  | (1ª)  | 28    | 28   | 1,333 |
| 8.  | Canadian SC               | 49  | 43    | 22    | 65   | 1,326 |
| 9.  | CA Torque                 | 49  | 35    | 30    | 65   | 1,326 |
| 10. | Central Español FC        | 48  | 43    | 20    | 63   | 1,312 |
| 11. | Huracán FC                | 48  | 41    | 19    | 60   | 1,250 |
| 12. | Club Deportivo Maldonado  | 48  | 31    | 23    | 54   | 1,125 |
| 13. | CA Progreso               | 49  | 25    | 28    | 53   | 1,081 |
| 14. | Tacuarembó FC             | 20  | (1ª)  | 21    | 21   | 1,050 |
| 15. | Rocha FC                  | 49  | 25    | 23    | 48   | 0,979 |

### Legenda
| Kleur | Degradatie naar         |
| ----- | ----------------------- |
|       | Segunda División B 2017 |